# Batalla de Coruscant
La batalla de Coruscant fue un episodio bélico del universo de ficción de la Guerra de las Galaxias. 
Las facciones enfrentadas fueron el Ejército Droide, liderado por el general Grievous, y las fuerzas republicanas, comandadas por Mace Windu, Yoda y otros miembros de la orden jedi y miembros de los sith como el Conde Dooku. 
Correspondió al momento inicial de La venganza de los Sith, ambientada en el final de las Guerras Clon.

## Antecedentes
Ya el general Grievous había comandado a las fuerzas de la Confederación de Sistemas Independientes dejando en jaque numerosas veces a las fuerzas de la República, conquistando numerosos planetas y exterminando a decenas de jedis que se le oponían en su camino. 
Para dar un golpe fatal preparó su flota para sitiar al planeta capital republicano, Coruscant, y tomar prisionero al canciller Palpatine, cabeza del Senado Galáctico. 

## La batalla
Así, el año 19 aBY, y junto al conde Dooku, la flota confederada inició el asalto de Coruscant. El ejército droide creó numerosos frentes por el planeta, causando el pánico en la población civil. Los jedis, sorprendidos en un primer momento por el ataque, coordinaron la defensa del planeta, luchando palmo a palmo. A su vez, las flotas libraban un encarnizado combate en la atmósfera.
Mace Windu y Yoda se percataron de que las fuerzas confederadas, a pesar del enorme potencial de combate que desplegaban, no se esforzaban por tomar posiciones estratégicas, como el Senado o el Templo Jedi. Luego de pensarlo, se dieron cuenta de que las verdaderas intenciones de Grievous eran el secuestro de Palpatine. 
A pesar de que el Canciller fue escoltado por tres jedis y un grupo de soldados clon, el general confederado consiguió su objetivo, llevando a su valioso prisionero a la nave insignia de su flota La mano Invisible. Mas, justo en el momento en que Grievous subía a su nave, Yoda y Mace Windu aparecieron en escena y, utilizando la fuerza, este último estranguló el torso de Grievous. Desde entonces, el Comandante Supremo de la CSI (Confederación de Sistemas Independientes) sufrió de una constante tos que padece en La venganza de los Sith.
Cuando Grievous pone su nave en órbita para comandar la batalla estelar, hace su aparición el Tercer Ejército republicano, liderado por el General Obi-Wan Kenobi y el Comandante Anakin Skywalker. Ambos jedis se infiltraron en La mano invisible con el fin de rescatar a Palpatine. 
No obstante, al encontrar al cautivo, se enfrentaron en un duelo de sables con el conde Dooku. Anakin fue capaz de vencer al Conde cortándole ambas manos, sin embargo, y por la presión que puso el Canciller, terminó decapitando al líder separatista, a pesar de que iba en contra del código jedi asesinar prisioneros indefensos.
Finalmente, ambos jedis llegaron a la cabina de mando del crucero, en la cual estaba el general Grievous. Tras utilizar la fuerza para liberarse, los caballeros tuvieron al comandante en sus manos. No obstante, pudo escapar atravesando el ventanal de la cabina y tomando una nave de evacuación.

## Consecuencias
La batalla de Coruscant significó una inflexión crucial en el desarrollo de la guerra. Grievous se vio obligado a huir con los restos de su flota a Utapau, donde intento organizar la resistencia. 
Además, la pérdida del conde Dooku significó una considerable sangría, ya que gracias a la confianza que él inspiraba en los líderes separatistas, podía mantener un frente común en contra de la República.
En términos simples, esta batalla terminó con la última oportunidad que tenía la Confederación para ganar la guerra. Entonces, con su flota mermada y sin un puente confiable entre los líderes separatistas, la victoria republicana fue cuestión de tiempo.